# Bactérias geneticamente modificadas
As bactérias geneticamente modificadas foram os primeiros organismos a serem modificados em laboratório, devido à sua genética simples. Esses organismos são agora usados para diversos fins, e são particularmente importantes na produção de grandes quantidades de proteínas humanas puras para uso na medicina.

## História
O primeiro exemplo disso ocorreu em 1978, quando Herbert Boyer, trabalhando em um laboratório da Universidade da Califórnia, pegou uma versão do gene da insulina humana e a inseriu na bactéria Escherichia coli para produzir insulina "humana" sintética. Quatro anos depois, foi aprovado pela Food and Drug Administration dos EUA.

## Pesquisa
As bactérias foram os primeiros organismos a serem geneticamente modificados em laboratório, devido à relativa facilidade de modificação de seus cromossomos. Essa facilidade os tornou ferramentas importantes para a criação de outros OGMs. Genes e outras informações genéticas de uma ampla gama de organismos podem ser adicionados a um plasmídeo e inseridos em bactérias para armazenamento e modificação. As bactérias são baratas, fáceis de cultivar, clonais, multiplicam-se rapidamente, são relativamente fáceis de transformar e podem ser armazenadas a -80 °C quase indefinidamente. Uma vez que um gene é isolado, ele pode ser armazenado dentro da bactéria, fornecendo um suprimento ilimitado para pesquisa. O grande número de plasmídeos personalizados torna a manipulação do DNA extirpado de bactérias relativamente fácil.
Sua facilidade de uso os tornou ótimas ferramentas para cientistas que buscam estudar a função e a evolução dos genes. A maioria das manipulações de DNA ocorre dentro de plasmídeos bacterianos antes de serem transferidos para outro hospedeiro. As bactérias são o organismo modelo mais simples e a maior parte de nossa compreensão inicial da biologia molecular vem do estudo da Escherichia coli. Os cientistas podem facilmente manipular e combinar genes dentro das bactérias para criar proteínas novas ou interrompidas e observar o efeito que isso tem em vários sistemas moleculares. Os pesquisadores combinaram os genes de bactérias e archaea, levando a insights sobre como esses dois divergiram no passado. No campo da biologia sintética, eles têm sido usados para testar várias abordagens sintéticas, desde a síntese de genomas até a criação de novos nucleotídeos.

## Comida
As bactérias são utilizadas na produção de alimentos há muito tempo, e cepas específicas foram desenvolvidas e selecionadas para esse trabalho em escala industrial. Eles podem ser usados para produzir enzimas, aminoácidos, aromatizantes e outros compostos usados na produção de alimentos. Com o advento da engenharia genética, novas alterações genéticas podem ser facilmente introduzidas nestas bactérias. A maioria das bactérias produtoras de alimentos são bactérias do ácido lático, e é aí que a maioria das pesquisas sobre bactérias produtoras de alimentos geneticamente modificadas foi. As bactérias podem ser modificadas para operar com mais eficiência, reduzir a produção de subprodutos tóxicos, aumentar a produção, criar compostos aprimorados e remover caminhos desnecessários. Os produtos alimentares de bactérias geneticamente modificadas incluem alfa-amilase, que converte amido em açúcares simples, quimosina, que coagula a proteína do leite para fazer queijo, e pectinesterase, que melhora a clareza do suco de frutas.

### No queijo
A quimosina é uma enzima produzida no estômago de mamíferos ruminantes jovens para digerir o leite. A digestão das proteínas do leite por meio de enzimas é essencial para a fabricação de queijos. As espécies Escherichia coli e Bacillus subtilis podem ser geneticamente modificadas para sintetizar e excretar quimosina, proporcionando um meio de produção mais eficiente. O uso de bactérias para sintetizar a quimosina também fornece um método vegetariano de fabricação de queijos, pois anteriormente, ruminantes jovens (normalmente bezerros) tinham que ser abatidos para extrair a enzima do revestimento do estômago.

## Industrial
Bactérias geneticamente modificadas são usadas para produzir grandes quantidades de proteínas para uso industrial. Geralmente as bactérias são cultivadas em um grande volume antes que o gene que codifica a proteína seja ativado. As bactérias são então colhidas e a proteína desejada é purificada a partir delas. O alto custo de extração e purificação fez com que apenas produtos de alto valor fossem produzidos em escala industrial.

### Produção farmacêutica
A maioria dos produtos industriais de bactérias são proteínas humanas para uso em medicina. Muitas dessas proteínas são impossíveis ou difíceis de obter por métodos naturais e são menos propensas a serem contaminadas com patógenos, tornando-as mais seguras. Antes dos produtos de proteína recombinante, vários tratamentos eram derivados de cadáveres ou outros fluidos corporais doados e podiam transmitir doenças. De fato, a transfusão de hemoderivados já havia levado à infecção não intencional de hemofílicos com HIV ou hepatite C ; da mesma forma, o tratamento com hormônio de crescimento humano derivado de glândulas pituitárias de cadáveres pode ter levado a surtos de doença de Creutzfeldt-Jakob.
O primeiro uso medicinal de bactérias GM foi para produzir a proteína insulina para tratar diabetes. Outros medicamentos produzidos incluem fatores de coagulação para tratar a hemofilia, hormônio de crescimento humano para tratar várias formas de nanismo, interferon para tratar alguns cânceres, eritropoietina para pacientes anêmicos e ativador do plasminogênio tecidual que dissolve coágulos sanguíneos. Fora da medicina, eles têm sido usados para produzir biocombustíveis. Há interesse em desenvolver um sistema de expressão extracelular dentro da bactéria para reduzir custos e tornar mais econômica a produção de produtos.

## Saúde
Com uma maior compreensão do papel que o microbioma desempenha na saúde humana, existe o potencial de tratar doenças alterando geneticamente as bactérias para serem, elas próprias, agentes terapêuticos. As ideias incluem alterar as bactérias intestinais para que destruam bactérias nocivas ou usar bactérias para substituir ou aumentar enzimas ou proteínas deficientes. Um foco de pesquisa é modificar Lactobacillus, bactérias que naturalmente fornecem alguma proteção contra o HIV, com genes que aumentarão ainda mais essa proteção. As bactérias que geralmente causam cáries dentárias foram projetadas para não produzir mais ácido lático que corrói os dentes. Essas bactérias transgênicas, se permitirem colonizar a boca de uma pessoa, talvez possam reduzir a formação de cáries. Micróbios transgênicos também foram usados em pesquisas recentes para matar ou impedir tumores e para combater a doença de Crohn.
Se as bactérias não formam colônias dentro do paciente, a pessoa deve ingerir repetidamente as bactérias modificadas para obter as doses necessárias. Permitir que as bactérias formem uma colônia pode fornecer uma solução de longo prazo, mas também pode aumentar as preocupações de segurança, pois as interações entre as bactérias e o corpo humano são menos compreendidas do que com os medicamentos tradicionais.
Um exemplo de tal intermediário, que forma apenas colônias de curto prazo no trato gastrointestinal, pode ser Lactobacillus Acidophilus MPH734. Este é utilizado como específico no tratamento da Intolerância à Lactose. Esta versão geneticamente modificada da bactéria Lactobacillus acidophilus produz uma enzima ausente chamada lactase, que é usada para a digestão da lactose encontrada em produtos lácteos ou, mais comumente, em alimentos preparados com produtos lácteos. A colônia de curto prazo é induzida ao longo de um regime de tratamento de 21 comprimidos de uma semana, após o qual, a colônia temporária pode produzir lactase por três meses ou mais antes de ser removida do corpo por processos naturais. O regime de indução pode ser repetido quantas vezes forem necessárias para manter a proteção contra os sintomas de intolerância à lactose, ou descontinuado sem consequências, exceto o retorno dos sintomas originais.
Há preocupações de que a transferência horizontal de genes para outras bactérias possa ter efeitos desconhecidos. A partir de 2018 existem ensaios clínicos em andamento testando a eficácia e segurança desses tratamentos.

## Agricultura
Por mais de um século as bactérias têm sido usadas na agricultura. As culturas foram inoculadas com Rhizobia (e mais recentemente Azospirillum) para aumentar a sua produção ou permitir que sejam cultivadas fora do seu habitat original. A aplicação de Bacillus thuringiensis (Bt) e outras bactérias pode ajudar a proteger as plantações contra a infestação de insetos e doenças de plantas. Com os avanços na engenharia genética, essas bactérias foram manipuladas para aumentar a eficiência e ampliar a gama de hospedeiros. Marcadores também foram adicionados para auxiliar no rastreamento da propagação da bactéria. As bactérias que colonizam naturalmente certas culturas também foram modificadas, em alguns casos para expressar os genes Bt responsáveis pela resistência a pragas. As cepas de bactérias Pseudomonas causam danos causados pela geada nucleando água em cristais de gelo em torno de si. Isso levou ao desenvolvimento de bactérias sem gelo, que removem os genes formadores de gelo. Quando aplicados às culturas, podem competir com as bactérias ice-plus e conferir alguma resistência ao gelo.

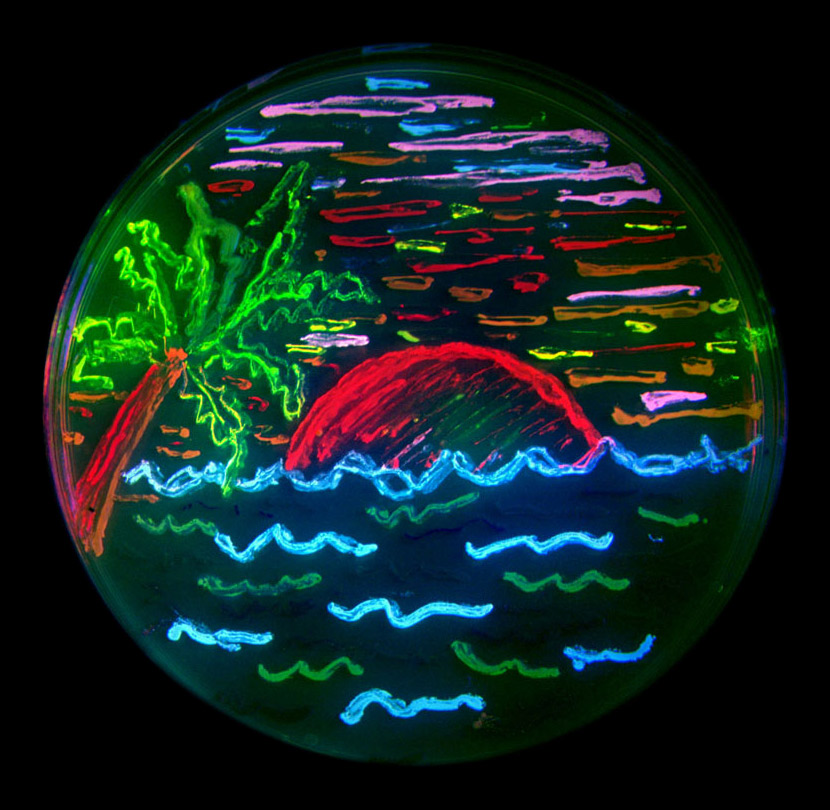
Esta obra de arte é feita com bactérias modificadas para expressar 8 cores diferentes de proteínas fluorescentes.

## Outros usos
Outros usos para bactérias geneticamente modificadas incluem biorremediação, onde as bactérias são usadas para converter poluentes em uma forma menos tóxica. A engenharia genética pode aumentar os níveis das enzimas usadas para degradar uma toxina ou tornar as bactérias mais estáveis em condições ambientais. Bactérias GM também foram desenvolvidas para lixiviar cobre do minério, limpar a poluição por mercúrio e detectar arsênico na água potável. Bioart também foi criado usando bactérias geneticamente modificadas. Na década de 1980, o artista Joe Davis e a geneticista Dana Boyd converteram o símbolo germânico da feminilidade (ᛉ) em código binário e depois em uma sequência de DNA, que foi então expressa em Escherichia coli. Isso foi um passo adiante em 2012, quando um livro inteiro foi codificado no DNA. Pinturas também foram produzidas usando bactérias transformadas com proteínas fluorescentes.

## Produtos transgênicos sintetizados por bactérias
- Insulina
- Vacina contra hepatite B
- Ativador de tecido plasminogênio
- Hormônio de crescimento humano
- Bactérias sem gelo
- Interferon
- Milho Bt[37]
- Terraforming § Other possibilities